# Todai-ji
Tōdai-ji (東大寺, Tōdai-ji, te vertalen als “Oostelijke Grote Tempel”) is een boeddhistisch tempelcomplex in de Japanse stad Nara, waarvan de bouw te situeren valt in de 8e eeuw na Christus. Het complex bevat het grootste houten gebouw ter wereld; de hal van de Grote Boeddha (大仏殿 Daibutsuden), Dit gebouw bevat op zijn beurt het grootste bronzen Boeddhabeeld van Japan en het grootste ter wereld van de Boeddha Vairocana. Het tempelcomplex is tevens het Japanse hoofdkwartier van de Kegonschool voor Boeddhisme.
De tempel behoort samen met zeven andere gebouwen tot de historische monumenten van oud-Nara, die op de werelderfgoedlijst van UNESCO staan.

## Geschiedenis
De Tōdaiji kent een rijke geschiedenis, die een tijdspanne van meer dan 1200 jaar omvat. Hij werd in de 8ste eeuw gebouwd, maar viel ten prooi aan meerdere brandstichtingen en werd dus meerdere malen herbouwd.

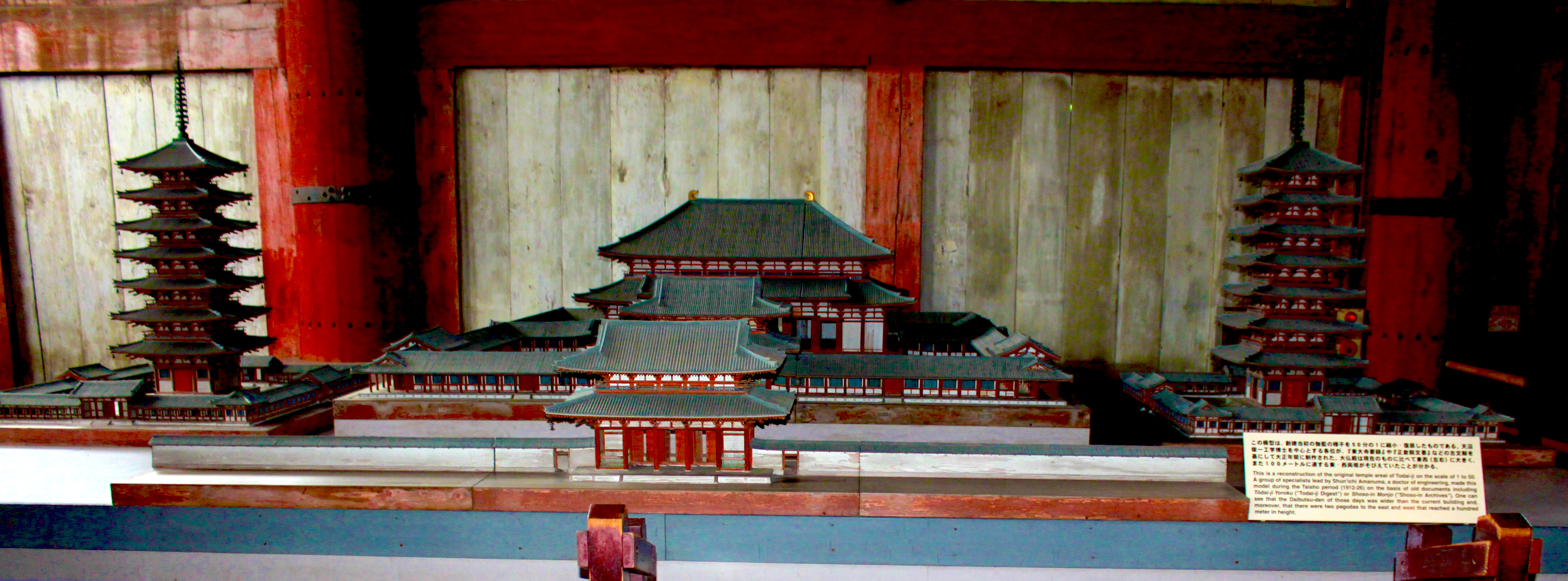
Maquette van de oorspronkelijke Tōdaiji

De eerste brandstichting vond plaats in 1180, een datum die samenvalt met het begin van de Genpei-oorlogen (源平合戦, genpei kassen, ook gekend als 治承・寿永の乱, jishōjuei no ran, 1180-1185). De oorlog tussen de Minamoto en de Taira spaarde de tempels niet. De monniken van de Tōdaiji hadden de kant van de Minamoto gekozen en werden daarom gestraft door de Taira. Na de slag te Uji beval Taira no Shigehira (平重衡, 1158–1185) de tempel plat te branden. Hij is ook verantwoordelijk voor de moord op vele monniken van de Tōdaiji. Vier jaar later werd hij gearresteerd en uitgeleverd aan de monniken die het overleefd hadden. In 1185 lieten ze hem onthoofden. Uit dank voor de trouw die hen betoond was, bouwden de Minamoto de tempel onmiddellijk na hun overwinning over de Taira opnieuw op. De twee pagodes die de Daibutsuden (het hoofdgebouw van de Tōdaiji) flankeerden, werden echter nooit herbouwd.
Verdere brandstichtingen volgden in de 16de eeuw: in 1508 brandde de hal waar toespraken worden gehouden af en in 1567 ging het complex in vlammen op tijdens de toenmalige burgeroorlog. De kwaliteit van de herstellingen liet te wensen over en het duurde tot 1691 voor de Daibutsu (het beeld van Vairocana) hersteld werd. Op het einde van de 17de en in het begin van de 18de eeuw werden ook de Daibutsuden en enkele secundaire gebouwen gerestaureerd. Hierin speelde de monnik Kōkei (公慶, 1648-1705) een grote rol. Hij maakte echter de voltooiing in 1709 niet meer mee aangezien hij vier jaar daarvoor overleed. De pagodes en de toespraken-hal werden door een tekort aan sponsoring en materialen nooit heropgebouwd.
Onder het gewicht van het dak. dreigde in de 19de eeuw het gebouw in te storten. Tussen 1903 en 1911 werden grootschalige werken ondernomen. Het hout voor extra draagbalken werd helemaal vanuit Engeland geïmporteerd.
In 1998 nam UNESCO de Tōdaiji op in de werelderfgoed-lijst, als onderdeel van de ‘Historische Monumenten van oud-Nara’.

## Bouw
Van 735 tot 737 woedde er een pokkenepidemie in Japan. Keizer Shōmu (聖武天皇, Shōmu-tennō, 701-756, reg. 724-749) reageerde met een verlaging van de belastingen. Daardoor hoefden de mensen minder rijst verbouwen voor de keizer, en konden ze beter zorgen voor hun eigen gezondheid. De keizer ondernam ook een poging om de door hem zo genoemde "goden" gunstig te stemmen door een tempel te bouwen in Nara, met daarin een beeld van de Grote Boeddha Vairocana -- die vanuit rein-boeddhistisch gezichtspunt geen god is in de religieuze betekenis van het woord. Het gebouw is de Tōdaiji. Ten behoeve van deze bouw richtte de keizer een bureau op, de Zōtōdaijishi (Departement voor de Bouw van de Tōdaiji). Werkers werden gerekruteerd uit dienstplichtigen, loonarbeiders, slaven en lijfeigenen. 

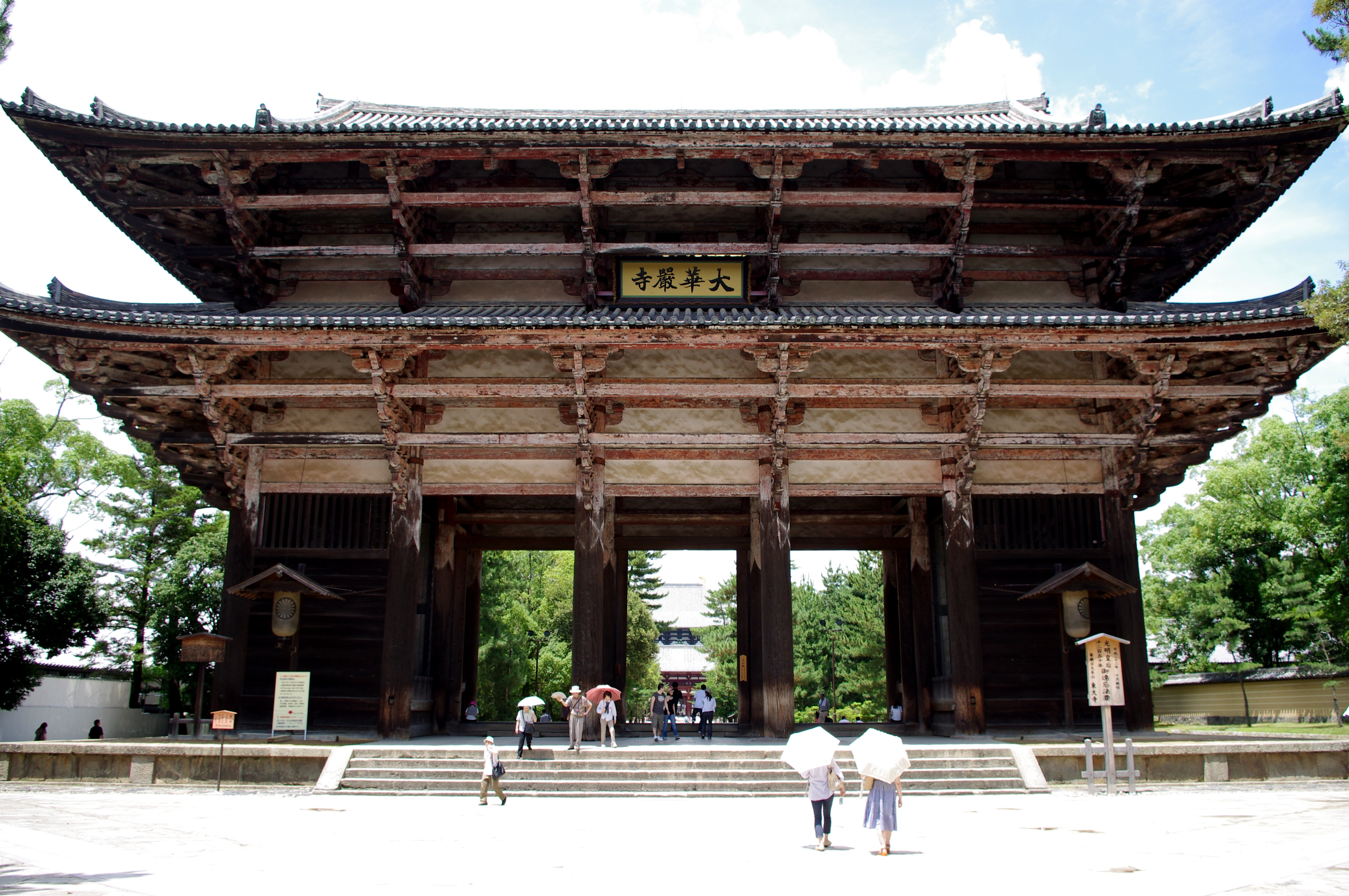
De Nandaimon

De Tōdaiji kreeg een terrein toegewezen dat even groot was als dat van het keizerlijk paleis: 800 bij 900 meter. Net zoals in China, staan de gebouwen van het Tōdaiji-complex op een noord-zuid-as. Oorspronkelijk (in de 8ste eeuw) waren er talrijke secundaire gebouwen en poorten. Buiten de Daibutsuden zijn ook de Shōsōin, de Tegaimon en de Sangatsudō bewaard gebleven. Van de originele architectuur van de Tōdaiji zijn geen bouwtekeningen of beschrijvingen teruggevonden. Vermoedelijk was de stijl gelijkaardig aan die van de Nandaimon die in 1199 naar zuid-oost Chinese stijl gebouwd werd. Door de vele branden en restauraties is de bouwstijl van de huidige Tōdaiji eclectisch.

## Daibutsu

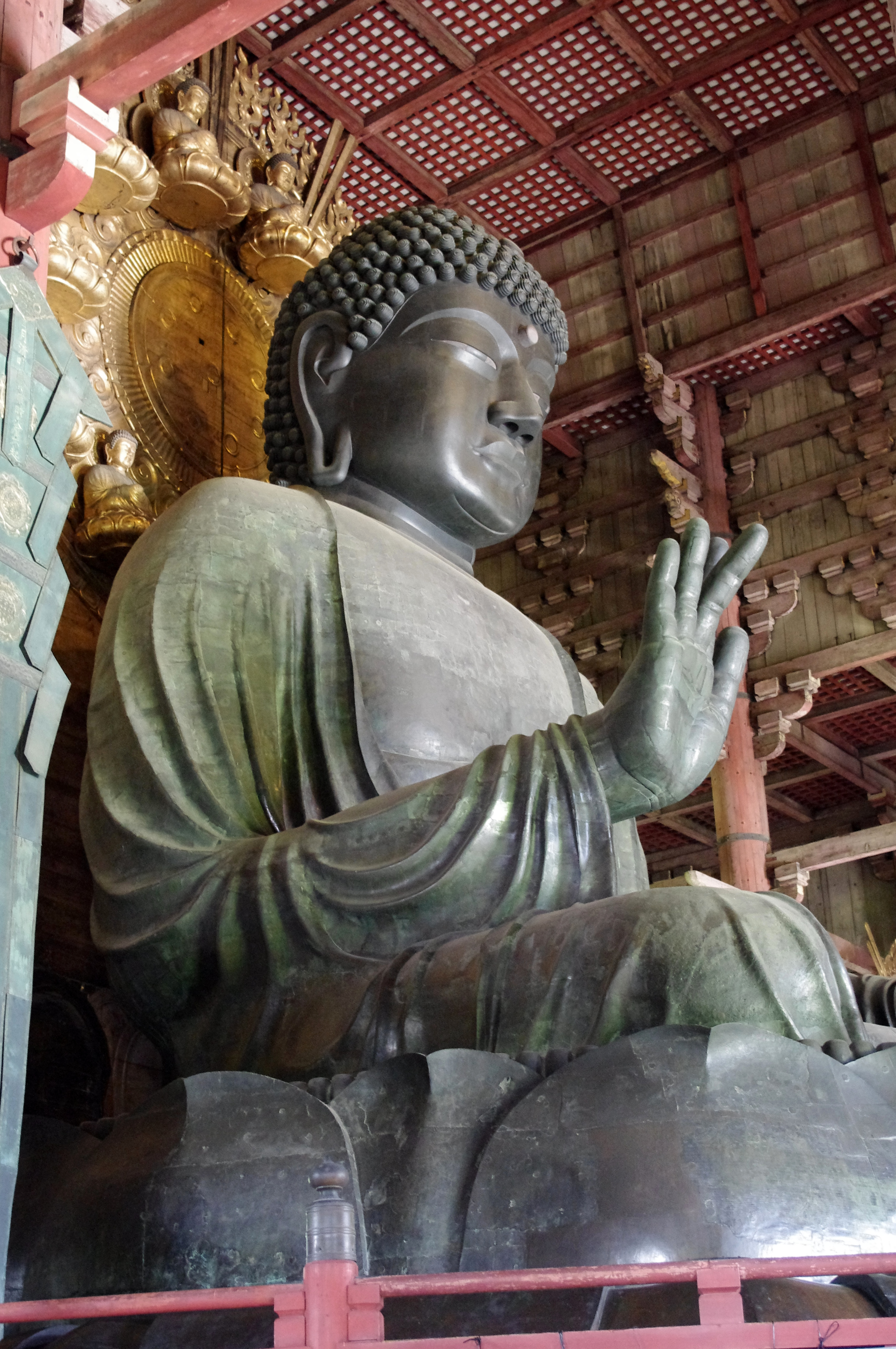
Daibutsu

De Daibutsu (大仏 of 大佛, 'Grote Boeddha' - Vairocana) in het centrum van het Tōdaiji-complex is het meest indrukwekkende boeddhabeeld van geheel Japan. Hij is 16,2 hoog en weegt 500 ton. Het gieten van deze bronzen Grote Boeddha vereiste 380 ton koper en tin. De Daibutsu werd gedeeltelijk gefinancierd door de keizer, maar de kostprijs was zo hoog dat er belastingen voor werden geheven. De monnik Gyōgi (行基, 668–749) stond in voor de inzameling van het geld.
De Daibutsu in de Tōdaiji is een voorstelling van de boeddha Vairocana (毘廬遮那仏, birushanabutsu), de centrale boeddha in de Kegon-school, een afgeleide van de chinese Huayen-traditie. Binnen de japans-esoterische stromingen is dit de Boeddha van het Universele Zonlicht: hij beschijnt het universum met zijn hemelse licht en is aanwezig in alles. Buiten deze japans-esoterische richtingen verbeeldt hij echter het al-aanwezige boeddhaschap als zodanig. De Tōdaiji-boeddha zou geïnspireerd zijn op het grote boeddhabeeld uit de Chinese rotstempel in de Longmen-grot . Het verval van de Longmen-tempel trad echter al snel in en deze tempel verloor zijn religieuze macht, terwijl die van de Tōdaiji nog altijd stevig verankerd is.
De geschiedenis van de Daibutsu valt terug te voeren tot in het jaar 743, toen keizer Shōmu het Boeddhabeeld liet gieten. Hij trad hiermee in de voetsporen van de Chinese keizerin Wu Zetian (reg. 684-705), die een monnik uit de Huayan-school-stroming uitnodigde haar te onderwijzen in het boeddhisme.
Aanvankelijk werd de Daibutsu gegoten in Shigaraki no Miya, een stadje in de Shiga prefectuur, bekend vanwege het daar vervaardigde aardewerk. De Koreaan Kuninaka no Kimimaro (国中公麻呂, †774) voerde de leiding over de constructie van de Daibutsu en het bouwwerk eromheen, de Daibutsuden. In 745 werd de constructie verplaatst naar het voorportaal van de Kinshōji te Nara. Na acht pogingen werd in 749 het gieten voltooid. Het vergulden liet op zich wachten tot 771. Bij de voltooiing hield de keizer een ceremonie voor het openen van de ogen, een gebruikelijk gebeuren bij het installeren van een nieuw boeddhabeeld, hoewel er standaard senior-monniken aan te pas om dit ritueel te volvoeren.
Ook het ontwerp van de Daibutsu staat op naam van Kimimaro. De rechterhand van de Daibutsu staat in de semuiin-positie, met de vingers gestrekt en de handpalm naar voren wordt hij ter hoogte van de borst gehouden. Deze mudra betekent 'vrees niet'. De linkerhand staat in de yoganin-positie, liggend op de linkerknie, met de handpalm naar boven gericht. Deze mudra staat symbool voor bescherming, althans in deze japanse stroming.
De Daibutsu staat op een sokkel in de vorm van een lotusbloem. De bloem telt 56 bloemblaadjes die in twee rijen geschikt zijn, waardoor de voorste bladeren de achterste gedeeltelijk verbergen. Het zijn die achterste die nog delen van het originele voetstuk uit de 8ste eeuw bevatten. In de bloemblaadjes is een secundaire lotusbloem met acht bloemblaadjes gegraveerd. In elk van die acht bloemblaadjes is de boeddhistische kosmos weergegeven, met in het centrum de Sumeru-berg, centrum van die verbeeldde kosmos. Boven deze secundaire lotusbloem is een afbeelding van Vairocana Boeddha gegraveerd, aan beide zijden geflankeerd door 11 bodhisattva's. In deze sokkel wordt de hoofdgedachte van de Kegon-leer weergegeven: niets bestaat onafhankelijk van andere dingen, alles staat in onderling verband.
De laatste werkzaamheden, na een zoveelste brand, werden voltooid in 1692.

### Daibutsuden
De Daibutsuden is de Gouden Hal van de Tōdaiji. De constructie van de Daibutsuden begon in 747 en werd voltooid in 751; de werkzaamheden duurden 4 jaar. Zoals de naam al doet vermoeden, biedt de Daibutsuden onderdak aan de Daibutsu. De Daibutsu bereikte samen met het voetstuk een hoogte van ruim 16 meter en vereiste een tempel van immense afmetingen. Met een breedte van 88 meter, een diepte van 51,5 meter en een hoogte van 48,5 meter is de Daibutsuden het grootste houten gebouw ter wereld. Het oorspronkelijke gebouw was nog groter, maar uit economische noodzaak, en gedurende verschillende restauraties verkleinde de schaal telkens een beetje.

## Kunst
De twee bloeiperiodes van beeldhouwkunst in de Tōdaiji situeren zich rond de eerste oogopeningsceremonie (752) in de Nara-periode (710-784), en in het begin van de Kamakura-periode (1192-1333). Uit de Heian-periode (794-1185) zijn slechts enkele sculpturen bewaard gebleven.
De Zōtōdaijishi stond niet alleen in voor de bouw van de Tōdaiji maar ook voor de restauratie en het onderhoud van de gebouwen en standbeelden. Daarnaast liet het kantoor enkele tempelhallen bouwen en sculpturen maken. De Zōtōdaijishi richtte een speciaal subkantoor op voor de herstellingswerken aan de Daibutsu.
De sculpturen uit de Nara-periode die in de Tōdaiji te vinden zijn, geven blijk van een grote chinese invloed. Een van de weinige overgebleven standbeelden uit het begin van de Heian-periode is dat van de boeddha Maitreya. Toen zich in Kyōto in de 10de en 11de eeuw een nieuwe kunststijl ontwikkelde, bleven de kunstenaars uit Nara zich aan de Chinese voorbeelden vastklampen. Pas in de late Heian-periode bereikte de nieuwe stroming Nara. De standbeelden van de Twaalf Hemelse Generaals zijn er een voorbeeld van.
Tussen 1180 en 1220 won de Tōdaiji op sculpturaal vlak opnieuw aan belang. Na de brandstichting van 1180 moest de Tōdaiji net als de Kōfukuji herbouwd worden. De tempel was ook het merendeel van zijn sculpturen verloren aan de vlammen. De monnik Chōgen werd met de heropbouw en restauratie van de Tōdaiji belast. Met het geld dat hij kreeg van beschermheren liet hij de topkunstenaars van die tijd religieuze standbeelden maken. Door de restauratie verwierf de Kei-school hoge faam.

### Hachiman

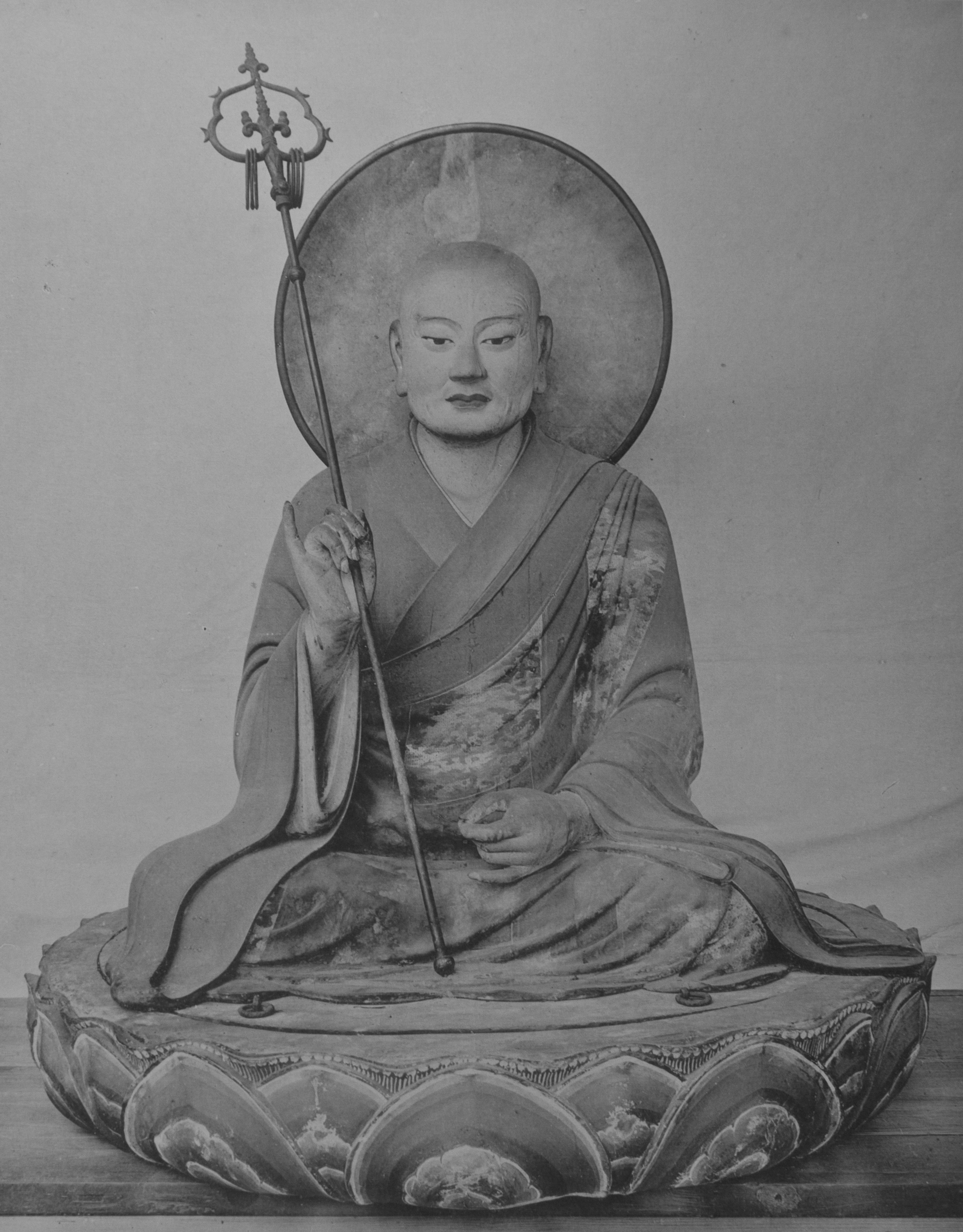
Hachiman

Een van de belangrijkste leden van de Kei-school, Kaikei (快慶), kreeg omwille van zijn connecties met Chōgen tal van grote opdrachten, onder andere het maken van een Hachiman-standbeeld. Hachiman wordt in de japanse archipel sinds 749 gezien als de beschermer van de Tōdaiji.
Het standbeeld stelt Hachiman voor, gekleed als monnik, zittend op een sokkel in de vorm van een lotusbloem. In het Hybrid-Sanskriet heet hij Ksiti-garbha Het realisme en het detailwerk zijn kenmerkend voor de anami-stijl. De namen van de donateurs en de betrokken kunstenaars staan gekerfd op het oppervlak langs de binnenkant van het holle standbeeld. Dit oppervlak is geverfd met rode lak, een kleur die beschermende krachten zou hebben. Aangezien het standbeeld niet frequent aan het publiek werd getoond, en dus niet vaak werd blootgesteld aan het zonlicht, is ook de verf goed bewaard gebleven.

### Niō

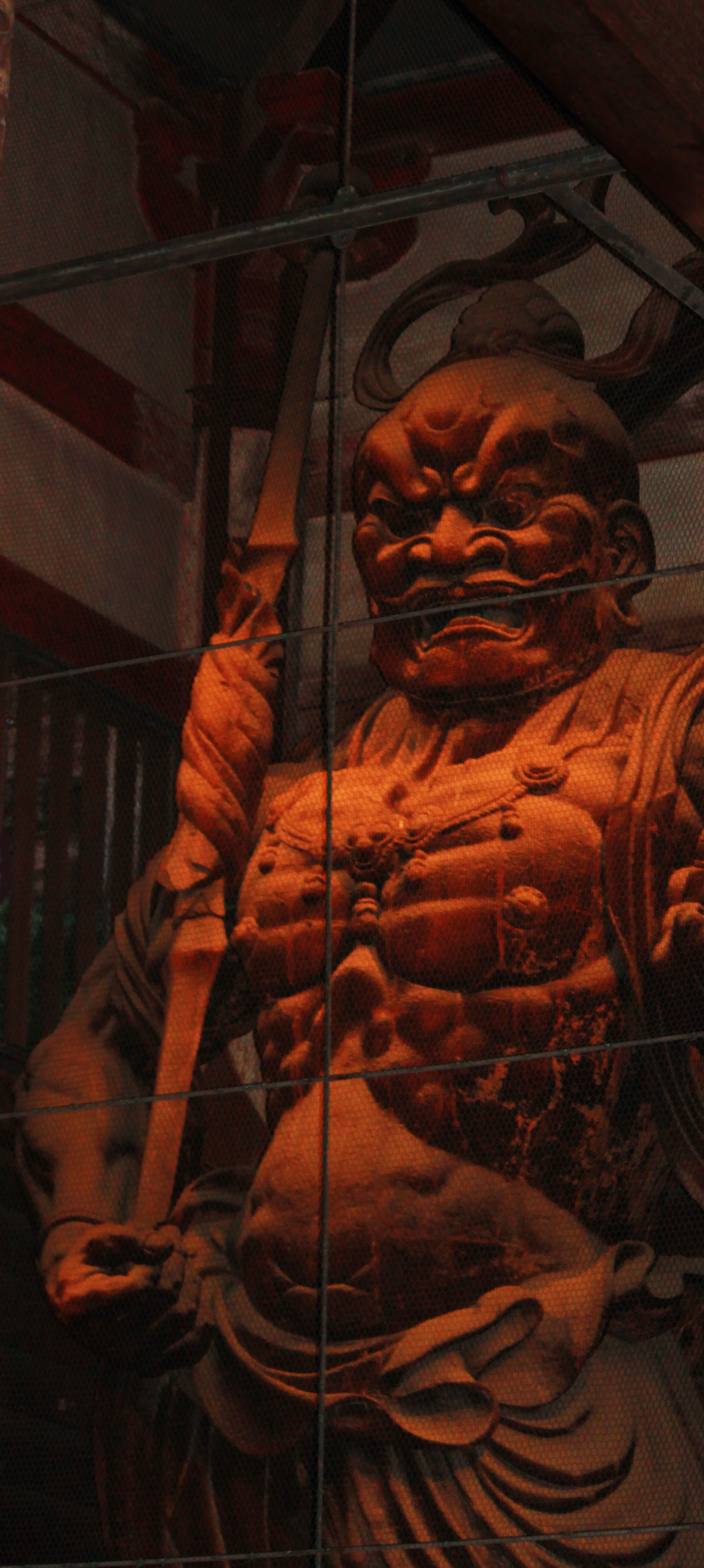
Niō (Agyō)

De standbeelden van de Niō (仁王, Koningen van Compassie, deurwachters) werden lang toegeschreven aan de bekende beeldhouwers Kaikei en Unkei (運慶 , †1223). Bij restauraties van 1980 tot 1990 kwam aan het licht dat Jōkaku en Tankei instonden voor de constructie van de twee standbeelden in 1203.
De Niō zijn samengesteld uit meerdere blokken hout, die uitgehold zijn om ze lichter te maken en barsten te voorkomen. In de holte werden vele sutra’s en andere teksten gevonden. Deze traditie van sutras of mantras toevoegen vinden we eveneens in de Himalayas waar, voordat ze officieel geïnstalleerd worden, de holtes van boeddhabeelden langs de onderkant worden gevuld met tekstrolletjes. Bedoeling is dat nadat de zaak eenmaal is gesloten, het niet meer wordt geopend. Dat is in het geval van dit beeld wel gebeurd. Eén van de aangetroffen tekstrolletjes vermeldt dat Jōtaku en Tankei de standbeelden in 69 dagen voltooiden.
De Niō beschermen de Tōdaiji vanuit de Tandaimon. Met hun 8,5 meter torenen ze boven de indringers uit. Hun uiterlijk is afschrikwekkend. Oorspronkelijk waren ze rood geverfd. Die verf is nog nauwelijks zichtbaar. De Niō zijn geclassificeerd als nationaal erfgoed.

### Shōsō-in
De Shōsō-in (正倉院) is de schatkist van de Tōdaiji. In de 8ste eeuw vormden Nara en de Tōdaiji het eindpunt van de Zijderoute. De schatten in de Shōsōin zijn hier de perfecte illustratie van.
De Shōsō-in is gebouwd volgens de azekura-stijl, waarbij de muren bestaan uit horizontaal op elkaar gelegde blokken hout. Die bouwstijl werd speciaal ontwikkeld om de temperatuur en vochtigheidsgraad constant te houden, ideaal voor opslagplaatsen. Oorspronkelijk werd de Shōsō-in dan ook gebruikt om de belastingen van de provincies op te slaan, vooraleer ze naar het keizerlijke hof door te sturen. Nu dient ze als opslagruimte voor keizerlijke schatten.
Negenenveertig dagen na de dood van keizer Shōmu (756), schonk zijn weduwe zijn kunstcollectie aan de tempel. Dit illustreert de hechte band tussen de Tōdaiji en het keizerlijke hof. De collectie omvat een groot aantal Japanse werken, net als Chinese en Koreaanse, maar ook Indische, Afghaanse, Iraakse. Ze biedt in die zin een brede kijk op de Centraal- en Oost-Aziatische kunst van de 8ste eeuw. Ook rituele voorwerpen vinden hier hun plaats. De collectie wordt bewaard in de Shōsō-in. Aangezien ze eigendom is van de keizerlijke familie, is het bij grondwet verboden ze in het buitenland tentoon te stellen. Binnen Japan is dit wel mogelijk met een door de keizer ondertekend edict. Zo is er elk jaar in oktober in het Nationaal Museum van Nara een expositie van een gedeelte van de collectie.
Het is ook verboden de Shōsō-in te openen zonder schriftelijke toestemming van de keizer. Sinds 1200 wordt de Shōsō-in eenmaal per jaar geopend ter inspectie, onder toezicht van de keizerlijke familie.
De Shōsō-in is verdeeld in drie kamers. De meest noordelijke herbergt de persoonlijke gebruiksvoorwerpen van de keizer. Wapens en geneesmiddelen vonden een onderkomen in de middelste kamer. In de meest zuidelijke kamer liggen de rituele voorwerpen die gebruikt werden bij de bovenbeschreven oogopeningsceremonie.
Er is tot op heden nog geen uitgebreide en complete inventaris van de voorwerpen in de Shōsō-in opgemaakt. Het gebouw -- het "-in" staat voor sub-tempel -- herbergt ontelbare schatten, waaronder tienduizenden stukken textiel, duizenden manuscripten, honderden bloemenmanden uit bamboe en tientallen gagaku-maskers.
Verder worden ook enkele documenten van grote historische waarde bewaard in de Shōsōin: boeddhistische teksten, landkaarten, registers en administratieve documenten.

## Religieuze macht
Keizer Shōmu liet vanaf 741 in elke provincie een tempel (kokubunji) en een nonnenklooster (kokubunniji) bouwen. Hij stelde de Tōdaiji in als hoofdtempel (sōkokubunji). Deze hiërarchie op religieus vlak was een weerspiegeling van keizer Shōmu's wens een staat naar ritsuryō-ideaal uit te bouwen. Hierbij is de keizer absoluut heerser over al zijn onderdanen.
De Tōdaiji werd een school voor honderden monniken. De Tōdaiji was het hoofdkwartier van de Kegon-school, maar ook de andere vijf stromingen werden er onderricht. Toen Saichō (最澄, 767-822) en Kūkai (空海, 774-835) respectievelijk de Tendai- en Shingon-stromingen introduceerden in Japan, werden ook die stromingen onderwezen in de Tōdaiji. Vooral in de Heian-periode onderging de Tōdaiji de invloed van het Shingon-boeddhisme: de erediensten werden esoterisch van karakter. In de Kamakura-periode zorgden de monniken Myōe (明恵, ook Kōben, 高弁, genoemd, 1173-1232) en Fujiwara no Gyōnen (1240-1321) voor een heropleving van het Kegon-boeddhisme.
Het religieuze belang van de Tōdaiji blijkt uit de talrijke ceremonies en rituelen die nog steeds worden uitgevoerd. De shunie-ceremonie (修二会, ook shunigatsue-ceremonie, 修二月会, genoemd) dateert van halverwege de 8ste eeuw en vindt jaarlijks plaats in maart. Hoogtepunten zijn het ritueel van de waterput (お水取り, omizutori), de dans van de water- en vuurgod (達陀, dattan) en het ritueel van de toortsen (お松明, otaimatsu). Het lichtfestival (万灯会, mandōe), waarbij tienduizend lantaarns worden aangestoken, dateert van dezelfde periode.

## Economische macht

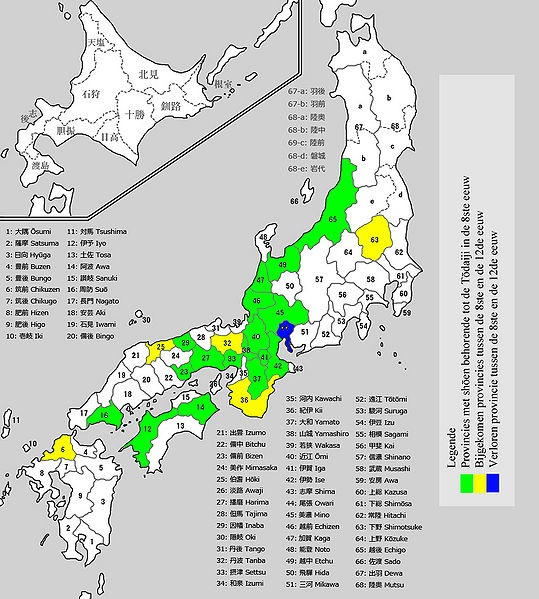
Provincies met shōen behorende tot de Tōdaiji

De economische basis van de Tōdaiji lag ongetwijfeld in zijn talrijke shō-en. In de 8ste eeuw bezat hij zo’n 69 landerijen in 18 verschillende provincies, alle gelegen in het hoofdeiland Honshū. Vier eeuwen later was dit aantal meer dan verdubbeld, tot 200 landerijen, in 23 verschillende provincies. Daarvan lagen er 80 in de provincie Yamato. Tōdaiji’s macht was nu ook uitgebreid tot in het westelijke eiland Kyūshū, waar hij 8 landerijen bezat in de provincie Chikuzen.
Twee derde van de landgoederen die de Tōdaiji bezat in de 8ste eeuw, waren schenkingen. Verder maakten de monniken gebruik van de wet die ontginning van braakland stimuleerde door de ontgonnen stukken land als privébezit te erkennen. De overige landgoederen werden aangekocht.
Het ontginnen van land kostte veel geld, maar het rendement lag hoog. De Kuwabara-shōen is een typisch voorbeeld: een derde van het landgoed was bebouwd. Daarnaast kostten ontruiming en irrigatie van land handenvol geld. Toch bracht het landgoed jaarlijks ongeveer 2 ton rijst op. Met zo’n 69 landerijen resulteerde dit in bijna 140 ton rijst per jaar. In de Nara-periode voorzag de Tōdaiji dan ook honderden monniken van voedsel.
Op de landerijen werkten hoofdzakelijk leenmannen en lijfeigenen of onvrijen. Het hoofdkwartier in Nara had tussen 200 en 300 lijfeigenen. Dit aantal schommelde aangezien lijfeigenen gekocht of verkocht konden worden, en eventueel ook vrijgelaten.
Chōgen, die met de heropbouw van de Tōdaiji was belast in 1180, zorgde voor nieuwe landgoederen in het gebied rond de Japanse Binnenzee en stichtte een aantal nieuwe subtempels. Hij won zelfs het recht voor de Tōdaiji om jaarlijks belastingen te innen in de provincie Suō (Yamaguchi). Dit verzekerde het voortbestaan van de Tōdaiji tot aan de Meiji-periode (1868-1916). In 1871 werden de landerijen van alle tempels en schrijnen immers staatsbezit. Sindsdien is de economische macht van de tempel sterk verminderd.

## Rivaliserende tempels
De Tōdaiji is een van de zeven grote tempels van Nara (南都七大寺, nantoshichidaiji). Hij wordt algemeen zelfs beschouwd als de grootste tempel van Nara, maar moet toch zijn macht delen met enkele andere grote tempels.

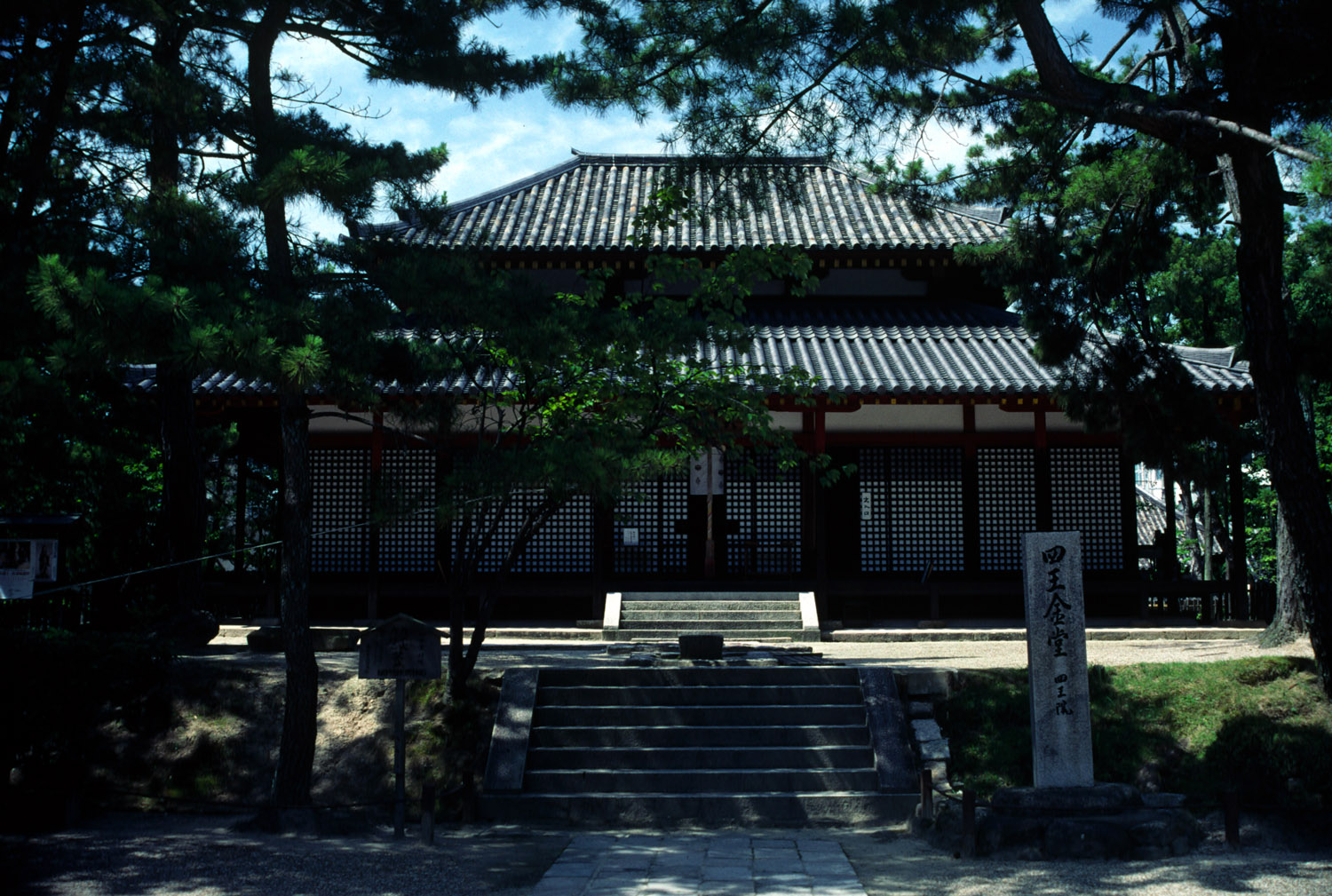
Saidaiji

### Saidaiji
De Saidaiji (西大寺, Westelijke Grote Tempel) werd op bevel van keizerin Kōken in 764 gebouwd in het westen van Nara. Hij werd in het leven geroepen met maar één doel: een tegengewicht voor de Tōdaiji vormen. Dit is echter gedeeltelijk mislukt. De bronzen standbeelden van de Vier Hemelse Koningen (四天王, shitennō) die gegoten werden voor de Saidaiji, werden meerdere malen vernield door brand, tot enkel de sokkel nog overbleef. Vandaag is het grootste deel van het gebied dat vroeger tot de Saidaiji behoorde, ingenomen door residentiële wijken.

### Kōfukuji
Toen Nara in de 8ste eeuw hoofdstad werd, bouwde de machtige Fujiwara-clan hier haar nieuwe familietempel, de Kōfukuji. Naarmate de Fujiwara’s een grotere rol speelden op het keizerlijke toneel, werd ook de tempel machtiger. De eeuwige machtsstrijd tussen de aristocratische Fujiwara’s en de keizerlijke clan vertaalde zich ook in de machtsstrijd tussen de Kōfukuji en de Tōdaiji.

## Chronologisch overzicht
| Datum     | Gebeurtenis                                                                                                 |
| --------- | --- |
| 728       | Bouw Kinshōji                                                                                               |
| 741       | Keizer Shōmu beveelt de bouw van een staatstempel in elk van de provincies (kokubunji)                      |
| 743       | Keizer Shōmu geeft bevel tot het gieten van een bronzen Vairocana, werken vatten aan in de prefectuur Shiga |
| 745       | Werken worden verdergezet in de Kinshōji te Nara                                                            |
| 749       | Voltooiing Daibutsu                                                                                         |
| 752       | Oogopeningsceremonie                                                                                        |
| 756       | Weduwe keizer Shōmu schenkt kunstcollectie aan Tōdaiji, waar ze weggeborgen wordt in de Shōsōin             |
| 801-804   | Eerste herstellingswerken (Daibutsu)                                                                        |
| 855       | Hoofd Daibutsu breekt af als gevolg van een aardbeving                                                      |
| 917       | Monnikenvertrek en leerhallen branden af                                                                    |
| 962       | Grote Zuidertoren vernield door tyfoon                                                                      |
| 1056      | Grootschalige herstellingswerken                                                                            |
| 1106      | Kroniek der Tōdaiji (東大寺要録, Tōdaiji yōroku) wordt opgetekend                                           |
| 1180      | Troepen van Taira no Shigehira branden Tōdaiji af tijdens Genpei-oorlogen                                   |
| 1181      | Wederopbouw Tōdaiji onder leiding van monnik Chōgen                                                         |
| 1185      | Tweede oogopeningsceremonie                                                                                 |
| 1508      | Leerhallen branden af                                                                                       |
| 1567      | Daibutsuden en Daibutsu branden af tijdens burgeroorlog                                                     |
| 1686      | Reconstructie Tōdaiji onder leiding van monnik Kōkei                                                        |
| 1692      | Derde oogopeningsceremonie                                                                                  |
| 1709      | Opnieuw inwijden van Daibutsuden                                                                            |
| 1871      | Landerijen van schrijnen en tempels worden staatsbezit                                                      |
| 1903-1911 | Restauratie met technologisch hoogstaande middelen                                                          |
| 1915      | Inwijdingsceremonie                                                                                         |
| 1973      | Restauratie dak                                                                                             |
| 1980      | Inwijdingsceremonie                                                                                         |
| 1998      | UNESCO klasseert Tōdaiji als werelderfgoed                                                                  |

## Voetnoten
1. ↑  De tempel dankt deze naam aan het feit dat het ten oosten van het Heijo-paleis lag.
2. 1 2  JNTO Website | Find a Location | Nara | Nara-koen Park (Todai-ji Temple), Japan National Tourist Organization, geraadpleegd op 5 februari 2009
3. ↑  Vairocana en de mandorla. Geraadpleegd op 17 oktober 2021.
4. ↑  Het dak van de Tōdaiji weegt 1300 ton.
5. ↑  In 769 bezat de Tōdaiji 311 slaven, voornamelijk afkomstig uit schenkingen van het keizerlijke hof.
6. ↑  De noordwestelijke toegangspoort van de Tōdaiji.
7. ↑  Letterlijk 'Maart Hal', mogelijks oorspronkelijk het hoofdgebouw van de Kinshōji.
8. ↑  De Zuidelijke Grote Poort, onderdeel van het Tōdaiji-complex.
9. ↑  Hiermee was bijna de gehele voorraad brons van Japan opgebruikt, wat leidde tot grote economische problemen.
10. ↑  De Kegon-school is gebaseerd op de huayan-leer uit China.
11. ↑  Huayen boeddhistische denkrichting. Geraadpleegd op 17 oktober 2021.
12. ↑  Longmen. Geraadpleegd op 17 oktober 2021.
13. ↑  Wuzetian. Geraadpleegd op 17 oktober 2021.
14. ↑  Het huidige gebouw is nog 2/3 van het oorspronkelijke.
15. ↑  Maitreya. Geraadpleegd op 17 oktober 2021.
16. ↑  Kofukuji. Geraadpleegd op 17 oktober 2021.
17. ↑  De Kei-school werd naar zijn oprichter Kōkei (康慶, actief tussen 1175 en 1200, geboorte en sterfdatum ongekend) genoemd.
18. ↑  In de Nara-periode werden vaak shintoïstische 'goden' (kami) aangeduid als beschermers van boeddhistische tempels.
19. ↑  Velen maakten misbruik van het hoge aanzien van de Hachiman in de Tōdaiji. Zo fabriceerde de monnik Dōkyō (700-772, 道鏡) een orakel: de kami Hachiman had hem opgedragen de nieuwe keizer van Japan te worden. Wake no Kiyomaro (733-799, 和気清麻呂) kon deze troonsbestijging echter voorkomen door op zijn beurt een visioen te fabriceren. Na deze verwikkelingen werd Hachiman geacht de legitimiteit van het keizershuis te bewaken.
20. ↑  Cfr. de Daibutsu in Tōdaiji.
21. ↑  ksitigarbha. Geraadpleegd op 17 oktober 2021.
22. ↑  anami. Geraadpleegd op 17 oktober 2021.
23. ↑  O.a. keizer Tsuchimikado en teruggetrokken keizer Go-toba (1180-1239, 後鳥羽天皇, Gotoba tennō) waren donateurs.
24. ↑  Nio, deurwachters. Geraadpleegd op 17 oktober 2021.
25. ↑  Unkei. Geraadpleegd op 17 oktober 2021.
26. ↑  Jōkaku is de jongere broer van Unkei.
27. ↑  Tankei is de oudste zoon van Unkei.
28. ↑  Deze techniek heet yosegizukuri (寄せ木作り), letterlijk 'samengestelde boom'.
29. ↑  Shoso-in. Geraadpleegd op 17 oktober 2021.
30. ↑  De belastingen werden in natura geïnd.
31. ↑  de Kegon-school, Ritsu (vinaya), jōjitsu (satyasiddhi), kusha (abhidharma), sanron (madhyamika) en hossō (yogacara) vormden de zes scholen van Nara.
32. ↑  Kukai. Geraadpleegd op 17 oktober 2021.
33. ↑  Tendai. Geraadpleegd op 17 oktober 2021.
34. ↑  Monniken halen heilig water uit een waterput onder de Tōdaiji.
35. ↑  Twee monniken spelen een verhaal na waarbij de watergod de vuurgod blust.
36. ↑  Immense toortsen worden in brand gestoken.